# Stationsbuurt (plaats)
Stationsbuurt is een gehucht in de gemeente Reimerswaal, in de Nederlandse provincie Zeeland. Het gehucht is vernoemd naar en gebouwd naast het Station Rilland-Bath. Aan de bouw van dit station dankt het dan ook zijn ontstaan. Nadat het station in 1872 geopend werd trok de omgeving van het station veel reizigers en zodoende veel handel aan. Begin 2008 had Stationsbuurt ongeveer 100 inwoners.
Dorpen: Bath · Hansweert · Krabbendijke · Kruiningen · Oostdijk · Rilland · Waarde · Yerseke

Buurtschappen: Gawege · Middenhof · Roelshoek · Schorebrug · Stationsbuurt · Völckerdorp · Vlake

Zeeland: Steden en dorpen in Zeeland      Nederland: Provincies · Gemeenten